# Tabaille-Usquain
Tabaille-Usquain – miejscowość i gmina we Francji, w regionie Nowa Akwitania, w departamencie Pireneje Atlantyckie.
Według danych na rok 1990 gminę zamieszkiwały 62 osoby, a gęstość zaludnienia wynosiła 14 osób/km² (wśród 2290 gmin Akwitanii Tabaille-Usquain plasuje się na 1112. miejscu pod względem liczby ludności, natomiast pod względem powierzchni na miejscu 1459.).